# Хемметер, Карл
Карл Хе́мметер (нем. Karl Hemmeter; 18 февраля 1904, Вайсенбург — 6 августа 1986, Мюнхен) — немецкий скульптор. Известен прежде всего как автор алтарного распятия в Мемориальной церкви кайзера Вильгельма.

## Биография
Карл Хемметер был вторым сыном в бедной семье убеждённых лютеран Софии и Фридриха Хемметеров. На первом году жизни Карл заболел рахитом и до трёх лет хромал из-за вывиха бедра. В возрасте 15 лет Карл Хемметер начал обучение в отцовской мастерской. С 1924 года посещал Нюрнбергскую школу художественных ремёсел, обучался резьбе по дереву у Рудольфа Шистля. С 1925 года учился скульптуре у Вильгельма Нида-Рюмелина. Осенью 1926 года успешно сдал вступительный экзамен и перевёлся в Мюнхенскую академию художеств к Йозефу Вакерле. В Мюнхене Хемметер учился на стипендию, предоставленную ему родным Вайсенбургом. С 1932 года Карл Хемметер работал самостоятельно. Своим главным кумиром он называл Эрнста Барлаха. Он работал с деревом, камнем и бронзой, создавал скульптуры, рельефы, надгробные памятники, фонтаны и памятники. В 1934 году Хемметер женился и поселился в Гросхадерне, у супругов родилось четверо детей.